# Lucienne Le Marchand
Pour les articles homonymes, voir Le Marchand.
Lucienne-Germaine-Henriette Le Marchand est une actrice belge née le 15 novembre 1908 à Ixelles et morte le 9 février 1992 à Couilly-Pont-aux-Dames (Seine-et-Marne) où elle repose.

## Filmographie

### Cinéma
- 1930 : Ce soir à huit heures de Pierre Charbonnier - court métrage -
- 1933 : Une vie perdue de Raymond Rouleau et Alexandre Esway
- 1933 : Le Masque qui tombe de Mario Bonnard
- 1933 : Les Aventures du roi Pausole d'Alexis Granowsky
- 1934 : Nous ne sommes plus des enfants d'Augusto Genina - N'apparait pas dans les copies actuellement visibles -
- 1934 : La Chanson de l'adieu de Géza von Bolváry et Albert Valentin
- 1935 : Les Beaux Jours de Marc Allégret (Tania)
- 1935 : Crime et Châtiment de Pierre Chenal
- 1935 : Les Mystères de Paris de Félix Gandéra
- 1935 : La Petite Sauvage de Jean de Limur
- 1936 : Trois, six, neuf de Raymond Rouleau
- 1936 : L'Homme sans cœur de Léo Joannon
- 1937 : Yoshiwara de Max Ophüls
- 1938 : Frères corses de Géo Kelber
- 1940 : Vénus aveugle d'Abel Gance et Edmond T. Gréville
- 1941 : Tobie est un ange d'Yves Allégret
- 1946 : Fausse Identité d'André Chotin
- 1947 : Fantômas de Jean Sacha
- 1947 : Erreur judiciaire de Maurice de Canonge
- 1947 : Route sans issue de Jean Stelli
- 1949 : Le Cas du docteur Galloy de Maurice Téboul
- 1949 : La Voyageuse inattendue de Jean Stelli
- 1950 : L'Extravagante Théodora de Henri Lepage : Théodora
- 1951 : Le Vrai Coupable de Pierre Thévenard
- 1952 : La Pocharde de Georges Combret
- 1955 : Les Insoumises de René Gaveau
- 1955 : Mémoires d'un flic de Pierre Foucaud
- 1957 : Mademoiselle Strip-tease de Pierre Foucaud
- 1961 : Léon Morin, prêtre de Jean-Pierre Melville
- 1961 : Le Rendez-vous de minuit de Roger Leenhardt
- 1976 : Monsieur Klein de Joseph Losey
- 1977 : Le Point de mire de Jean-Claude Tramont
- 1977 : Monsieur Papa de Philippe Monnier
- 1983 : Un jeu brutal de Jean-Claude Brisseau

### Télévision
- 1964 : Le Théâtre de la jeunesse : David Copperfield de Marcel Cravenne
- 1965 : Belphégor ou le Fantôme du Louvre de Claude Barma
- 1977 : Rendez-vous en noir, téléfilm de Claude Grinberg
- 1977 : Au Plaisir de Dieu, de Robert Mazoyer : la duchesse douairière de Plessis-Vaudreuil

## Théâtre
- 1933 : Pétrus de Marcel Achard, mise en scène Louis Jouvet, Comédie des Champs-Élysées
- 1934 : Dommage qu'elle soit une prostituée de John Ford, mise en scène Charles Dullin, Théâtre de l'Atelier
- 1935 : Noix de coco de Marcel Achard, mise en scène Raimu, Théâtre de Paris

- 1946 : La Nuit du 16 janvier d'Ayn Rand, mise en scène Jacques Baumer, Théâtre de l'Apollo
- 1949 : Pauline ou L'Écume de la mer de Gabriel Arout, Théâtre des Célestins

- 1951 : La Calandria de Bernardo Dovizi da Bibbiena, mise en scène René Dupuy, Festival d'Avignon
- 1951 : Le Cid de Corneille, mise en scène Jean Vilar, TNP Festival d'Avignon
- 1951 : Le Prince de Hombourg de Heinrich von Kleist, mise en scène Jean Vilar, TNP Festival d'Avignon
- 1951 : Mère Courage de Bertolt Brecht, mise en scène Jean Vilar, TNP Théâtre de la Cité Jardins Suresnes
- 1952 : L'Avare de Molière, mise en scène Jean Vilar, TNP Théâtre de Chaillot, Festival d'Avignon
- 1952 : Nucléa d'Henri Pichette, mise en scène Gérard Philipe & Jean Vilar, TNP Théâtre de Chaillot
- 1952 : Le Prince de Hombourg d'Heinrich von Kleist, mise en scène Jean Vilar, TNP Festival d'Avignon
- 1952 : Lorenzaccio d’Alfred de Musset, mise en scène Gérard Philipe, TNP Festival d'Avignon
- 1953 : La Tragédie du roi Richard II de William Shakespeare, mise en scène Jean Vilar, TNP Festival d'Avignon
- 1957 : Mademoiselle Fanny de Georgette Paul et Gabriel Arout d'après Pierre Veber, mise en scène Jean Mercure, Théâtre des Mathurins
- 1957 : Phèdre de Racine, mise en scène Jean Vilar, TNP Festival de Strasbourg
- 1957 : Henri IV de Luigi Pirandello, mise en scène Jean Vilar, TNP Festival d'Avignon, Théâtre de Chaillot
- 1958 : Œdipe d'André Gide, mise en scène Jean Vilar, TNP, Festival de Bordeaux, Festival d'Avignon
- 1958 : Les Caprices de Marianne d'Alfred de Musset, mise en scène Jean Vilar, TNP Festival d'Avignon
- 1958 : Lorenzaccio d’Alfred de Musset, mise en scène Gérard Philipe, TNP Festival d'Avignon
- 1959 : La Mort de Danton de Georg Büchner, mise en scène Jean Vilar, TNP Théâtre de Chaillot

- 1960 : Erik XIV d'August Strindberg, mise en scène Jean Vilar, TNP Théâtre de Chaillot, Festival d'Avignon
- 1960 : Mère Courage de Bertolt Brecht, mise en scène Jean Vilar, TNP Festival d'Avignon
- 1961 : Huis clos de Jean-Paul Sartre, Théâtre du Gymnase
- 1962 : Tartuffe de Molière, mise en scène Roger Planchon, Théâtre de la Cité de Villeurbanne
- 1964 : Le Malentendu d'Albert Camus, mise en scène Michel Vitold, Théâtre Gramont
- 1966 : Richard III de William Shakespeare, mise en scène Roger Planchon, Festival d'Avignon
- 1967 : Richard III de William Shakespeare, mise en scène Roger Planchon, Théâtre de la Cité Villeurbanne
- 1967 : Bleus, blancs, rouges ou les libertins de Roger Planchon, mise en scène de l'auteur, Théâtre de la Cité Villeurbanne, Festival d'Avignon
- 1967 : Tartuffe de Molière, mise en scène Roger Planchon, Festival d'Avignon
- 1968 : Ma déchirure de Jean-Pierre Chabrol, mise en scène Gabriel Garran, Théâtre de la Commune
- 1969 : Fin de carnaval de Josef Topol, mise en scène Pierre Debauche, Théâtre des Amandiers

- 1970 : La neige était sale de Georges Simenon, mise en scène Robert Hossein d'après celle de Raymond Rouleau, Théâtre des Célestins, tournée Herbert-Karsenty
- 1972 : Le Coup de Trafalgar de Roger Vitrac, mise en scène Jacques Rosner, Théâtre national de l'Odéon
- 1973 : Par-dessus bord de Michel Vinaver, mise en scène Roger Planchon, Théâtre national populaire Villeurbanne
- 1973 : Le Tartuffe de Molière, mise en scène Roger Planchon, Théâtre national populaire Villeurbanne
- 1978 : Contumax de Dorian Paquin, mise en scène Christian Rauth et Chantal Granier, Théâtre du Chapeau Rouge Festival d'Avignon Off